# Хуэйминь (Биньчжоу)
Хуэйми́нь (кит. упр. 惠民, пиньинь Huìmín) — уезд городского округа Биньчжоу провинции Шаньдун (КНР). Название уезда происходит от ручья Хуэйминьгоу.

## История
При империи Цинь здесь был создан уезд Яньцы (厌次县). При империи Западная Хань он был переименован в Фупин (富平县). Во времена диктатуры Ван Мана он был переименован в Лэаньтин (乐安亭), но при империи Восточная Хань ему было возвращено название Яньцы. При империи Северная Ци в 556 году уезд Яньцы был присоединён к уезду Янсин.
При империи Суй в 596 году уезд Яньцы был создан вновь. При империи Мин в 1368 году он был расформирован.
Во времена империи Цин эти земли оказались в составе области Удин (武定州). В 1724 году область Удин стала «непосредственно управляемой» 武定直隶州), а в 1734 году была повышена в статусе до Удинской управы (武定府), а для администрирования земель, прилегающих к месту размещения властей управы, был создан уезд Хуэйминь.
В сентябре 1945 года из уезда Хуэйминь был выделен город Хуэйминь. В декабре 1946 года из оставшейся территории уезда Хуэйминь был образован уезд Янчжун (杨忠县). В мае 1949 года уезд Янчжун был переименован в Хуэйцзи (惠济县).
В 1950 году был образован Специальный район Хуэйминь (惠民专区); уезд Хуэйцзи был разделён на три части, и одна из них объединилась с городом Хуэйминь в уезд Хуэйминь, который вошёл в состав Специального района Хуэйминь. В 1958 году уезд Биньсянь был присоединён к уезду Хуэйминь, но в 1961 году восстановлен. В 1967 году Специальный район Хуэйминь был переименован в Округ Хуэйминь (惠民地区). В 1992 году округ Хуэйминь был переименован в округ Биньчжоу (滨州地区).
В 2000 году постановлением Госсовета КНР округ Биньчжоу был расформирован, а вместо него был образован городской округ Биньчжоу.

## Административное деление
Уезд делится на 3 уличных комитета и 12 посёлков.

## Экономика
Хуэйминь является крупнейшим в Китае центром по производству канатов, верёвок и сеток (более 80 % внутреннего рынка). По итогам 2022 года объем производства сеток и веревочных изделий в уезде Хуэйминь достиг 24 млрд юаней (3,48 млрд долл. США). По состоянию на 2023 год в уезде насчитывалось 2663 предприятия, которые производили свыше 300 видов сеток и веревочных изделий для строительства, рыбоводства, сельского хозяйства, туризма, спорта и военного дела. 